# HB Tórshavn (piłka nożna kobiet)
HB Tórshavn (pełna nazwa: Havnar Bóltfelag) – żeńska sekcja piłkarska klubu TB Tórshavn z miejscowości o tej samej nazwie. Wielokrotny mistrz Wysp Owczych.

## Sukcesy

### Krajowe
- Mistrzostwa Wysp Owczych:
  - 1. miejsce (7): 1986, 1988, 1989, 1993, 1994, 1995, 1999
  - 2. miejsce (5): 1985, 1987, 1990, 1997, 1998
- Puchar Wysp Owczych:
  - Zdobywca (5): 1990, 1996, 1998, 1999, 2001
  - Finalista (5): 1991, 2000, 2002, 2003, 2014

### Indywidualne
- Królowa strzelców (3):
  - 1993 - Helga Ellingsgaard
  - 1994 - Helga Ellingsgaard
  - 1995 - Sigrun Mikkelsen
  - 2013 - Heidi Sevdal
  - 2014 - Heidi Sevdal
- Zawodniczka Roku:
  - 2013 - Heidi Sevdal[1]
  - 2014 - Heidi Sevdal[2]
- Napastnik roku:
  - 2013 - Heidi Sevdal[1]
  - 2014 - Heidi Sevdal[2]
- Młoda zawodniczka roku:
  - 2014 - Milja Simonsen[2]

## Dotychczasowi trenerzy
Dotychczas następujący trenerzy prowadzili drużynę KÍ Klaksvík:
- 1993:  Áki Davidsen oraz  Malan Mohr
- 2001:  Jákup Bogi Joensen
- 2002–2003:  Sigmundur Pauli Mikkelsen oraz  Andras Thomassen
- 2006:  Odd Færø oraz  Andras Thomassen
- 2011–2014:  Allan Dybczak
- 2015:  Lennard Petersen
- 2015-2022: sekcja wymaga uzupełnienia
- od 2023:  Łukasz Cieślewicz[6]